# Путчино (Воронежская область)
Путчино — село в Лискинском районе Воронежской области.
Входит в состав Ковалёвского сельского поселения.
На территории села расположено воинское захоронение Братское захоронение №498

## География

### Улицы
- ул. Кленовая
- ул. Мира
- ул. Пушкина
- ул. Садовая
- ул. Советская